# Маклауд (окръг, Минесота)
Окръг Маклауд (на английски: McLeod County) е окръг в щата Минесота, Съединени американски щати. Площта му е 1311 km², а населението - 34 898 души (2000). Административен център е град Гленкоу.